# 喬治·亞當斯·李蘭

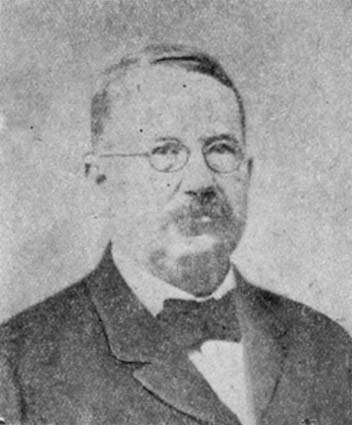
李蘭

喬治·亞當斯·李蘭（英語：George Adams Leland，1850年9月7日—1924年3月17日）是一名美國醫生與教育學家，曾在明治年間做為御雇外國人協助日本體育課程的發展，於體操傳習所培養體育教師。其姓氏於日本用片假名寫作，又可用漢字寫成「李蘭土」。